# Beck Bennett

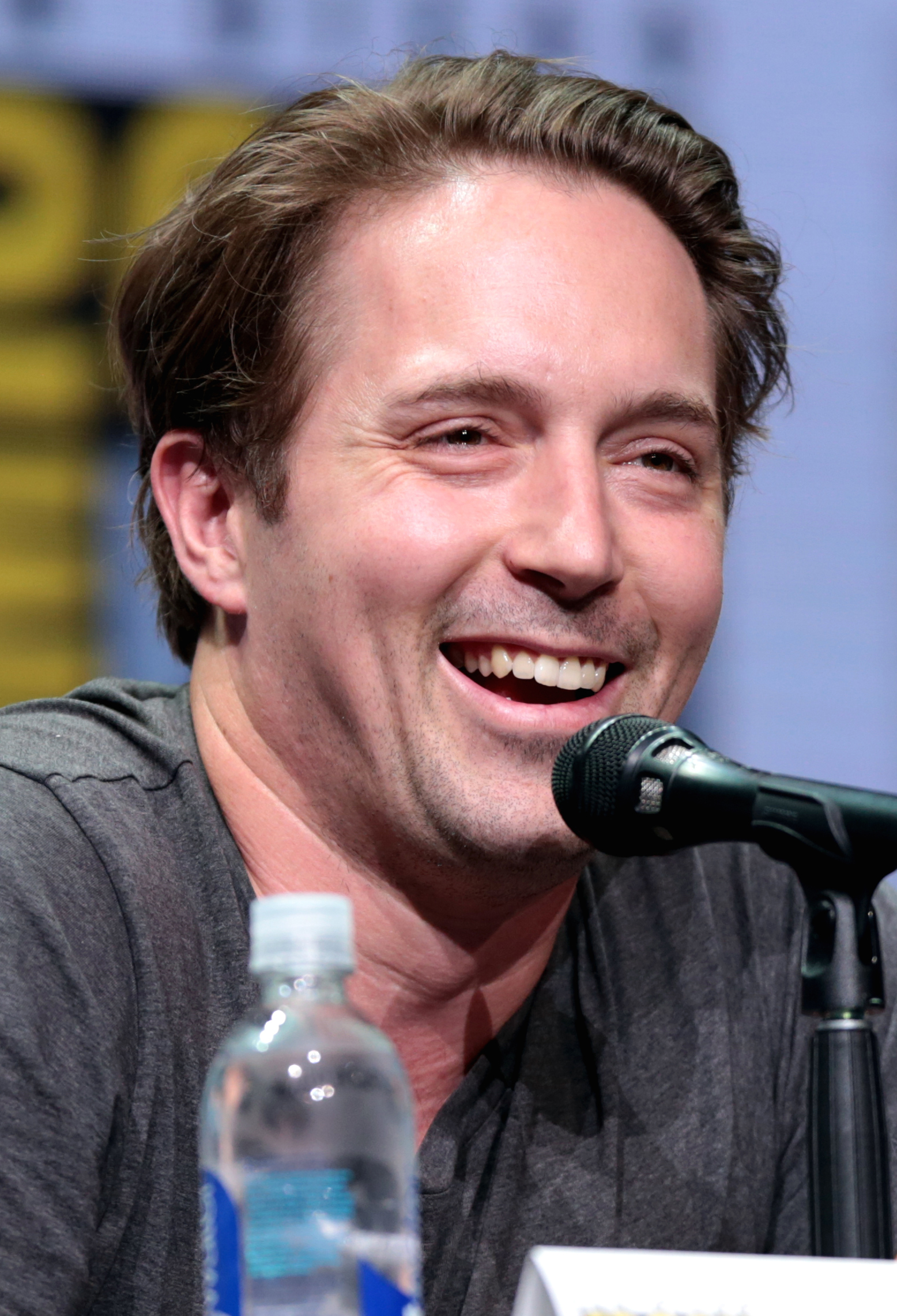
Beck Bennett (2017)

Beck Bennett (* 1. Oktober 1984 in Wilmette, Illinois) ist ein US-amerikanischer Schauspieler.

## Leben
Beck Bennett wuchs in einem Vorort von Chicago auf. Er besuchte die New Trier High School und spielte bereits während seiner Schulzeit Theater. Anschließend zog er nach Los Angeles, wo er von 2003 bis 2007 an der USC School of Dramatic Arts Schauspiel studierte. Während dieser Zeit trat er der Theatergruppe Commedus Interruptus bei, wo er Kyle Mooney und Nick Rutherford kennenlernte. Nach seinem Abschluss gründete er mit beiden sowie Dave McCary die Comedygruppe Good Neighbor. Bennett und Mooney wurden 2013 feste Ensemblemitglieder der Comedyserie Saturday Night Live. McCary und Rutherford folgten ein Jahr später als Autoren. Bennett verließ Saturday Night Live 2021 nach acht Staffeln.
Bennett gab 2016 bekannt, dass er seit fünf Jahren mit der Schauspielerin Jessy Hodges liiert ist. Seit 2018 sind sie verheiratet.

## Filmografie (Auswahl)
- 2013: Arrested Development (Fernsehserie, eine Folge)
- 2013–2021: Saturday Night Live
- 2016: Dean – Wie das Leben eben spielt (Dean)
- 2016: Sing (Stimme)
- 2016: Zoolander 2
- 2017: Die Abenteuer von Brigsby Bär (Brigsby Bear)
- 2017–2021: DuckTales (Zeichentrickserie, Stimme)
- 2018: Threesome – Die Suche nach dem Sex des Lebens (Unicorn)
- 2019: Angry Birds 2 – Der Film (The Angry Birds Movie 2)
- 2019: Plus One
- 2019: The Other Two (Fernsehserie, 2 Folgen)
- 2020: Bill & Ted retten das Universum (Bill & Ted Face the Music)
- 2021: Die Mitchells gegen die Maschinen (The Mitchells vs. the Machines, Stimme von Eric)
- seit 2022: Hamster & Gretel (Zeichentrickserie, Stimme von Hamster)
- 2023: Nimona (Stimme von Sir Thoddeus Sureblade)
- 2023: Rick and Morty (Fernsehserie, Episode 7x01, Stimme)
- 2025: Superman